# Морозова, Наталья Владимировна
Наталья Владимировна Морозова (14 октября 1995, Красноярск) — российская футболистка, защитница московского «Спартака» и сборной России.

## Биография
Воспитанница красноярского футбола. На взрослом уровне начала играть за местный «Енисей», несколько лет играла в его составе в первом дивизионе России. В 2016 году стала серебряным призёром первого дивизиона. В высшем дивизионе дебютировала 8 апреля 2017 года в игре против клуба «Россиянка». В сезоне 2017 года приняла участие в 10 матчах высшей лиги, а в 2018 году — во всех 14 матчах.
В начале 2019 года перешла в московский «Локомотив». Серебряный призёр чемпионата России 2019 и 2020 годов, чемпионка России 2021 года. После сезона 2023 года покинула «Локомотив» и перешла в «Спартак». Бронзовый призёр чемпионата России 2024.
11 июня 2021 года дебютировала в сборной России в товарищеском матче против Бразилии (0:3).